# 代西蒙
代西蒙（法語：Deycimont，法語發音：[desimɔ̃] ⓘ）是法国大東部大區孚日省的一个市镇，属于埃皮纳勒区。

## 地理
代西蒙（48°10'5"N, 6°39'1"E）面积6.32 平方千米，位于法国大東部大區孚日省，该省份为法国东北部内陆省份，北起默兹省和默尔特-摩泽尔省，西接上马恩省，南至上索恩省和贝尔福地区省，东临上莱茵省和下莱茵省。
与代西蒙接壤的市镇（或旧市镇、城区）包括：沃洛涅河畔莱庞日、梅梅尼勒、拉讷沃维尔-德旺莱庞日、勒鲁利耶、多塞勒。

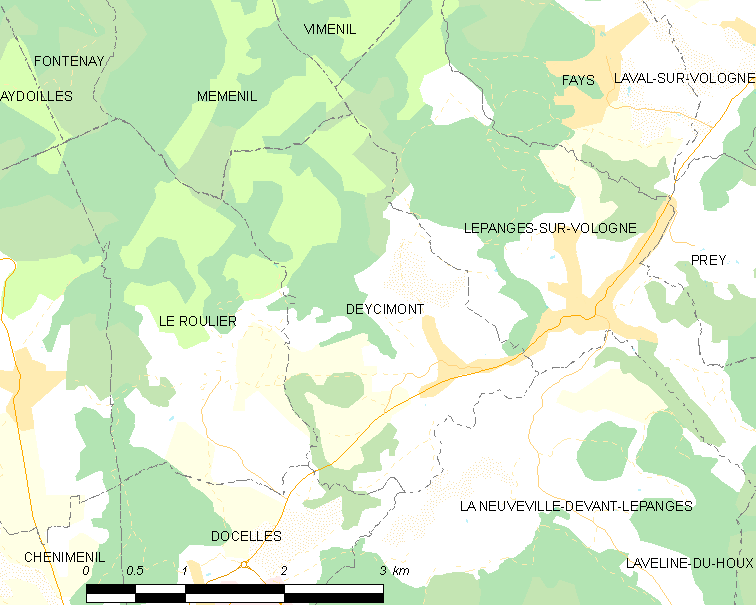
代西蒙的OSM定位图

代西蒙的时区为UTC+01:00、UTC+02:00（夏令时）。

## 行政
代西蒙的邮政编码为88600，INSEE市镇编码为88131。

## 政治
代西蒙所属的省级选区为布吕耶尔县。

## 人口

1962-2008年间代西蒙人口变化图示

代西蒙于2022年1月1日时的人口数量为298人。